# Красава (Ленинградская область)
Краса́ва — посёлок в Тихвинском городском поселении Тихвинского района Ленинградской области.

## История
Основан в конце 40-х годов ХХ-го века, как поселение рабочих торфопредприятия «Ларьян», рядом с одноимённым болотом.
В 1945 году собрание рабочих торфопредприятия «Ларьян» вышло с ходатайством к Тихвинскому райисполкому о выделении его из Бокситогорского торфозавода в самостоятельный посёлок. 
Посёлок Красава учитывается областными административными данными в составе Галичского сельсовета Тихвинского района с 1 января 1946 года.
В 1949 году предприятие было перебазировано на 18 км к западу от посёлка Ларьян, где был построен новый посёлок, который получил имя Красава, благодаря удачному расположению среди соснового леса, обилию грибных и ягодных мест.
В 1950 году население посёлка Красава составляло 707 человек.
С 1952 года в составе Галичского сельсовета Бокситогорского района.
С 1957 года в составе Лазаревичского района Тихвинского района. 
В 1958 году население посёлка Красава составляло 1013 человек.
В 1970-х годах в посёлке Красава была построена новая котельная и торфоперерабатывающий завод.
По данным 1966, 1973 и 1990 годов посёлок Красава входил в состав Лазаревичского сельсовета Тихвинского района с центром в деревне Стретилово.
23 мая 1990 года решением президиума Леноблсовета за счёт разукрупнения Лазаревичского сельсовета был образован новый Красавский сельсовет с административным центром в посёлке Красава и населением 1100 человек.
В январе 1994 года постановлением главы администрации Ленинградской области было изменено название административно-территориальной единицы районов Ленинградской области «сельсовет» на исторически традиционное — «волость».
В 1997 году в посёлке проживали 964 человека, посёлок являлся административным центром и единственным населённым пунктом Красавской волости, в 2002 году — 827 человек (русские — 94 %).
В 2007 году в посёлке Красава Тихвинского ГП проживали 933 человека, в 2010 году — 849, в 2012 году — 936, в 2025 году — 792 человека.

## География
Посёлок расположен в юго-западной части района на автодороге 41К-888 (Тихвин — Красава).
Расстояние до административного центра поселения — 12 км.
Расстояние до ближайшей железнодорожной станции Тихвин — 10 км.
К северу от посёлка протекает ручей Вязкий.

## Демография
| 2007 | 2010 | 2017 |
| ---- | ---- | ---- |
| 933  | ↘849 | ↗880 |

### Национальный состав
Согласно данным Всероссийской переписи населения 2021 года в посёлке проживали 742 человека, из них:
 русские — 718, карелы — 4, татары — 2, армяне — 1, корейцы — 1, удмурты — 1, украинцы — 1, другие национальности — 3 человека, остальные национальность не указали.

## Экономика
Основное предприятие посёлка — торфопредприятие «Ларьян» (ООО «Тихвин-Торф»), занимается добычей и переработкой торфа. Для вывозки торфа с участка добычи используется узкоколейная ветка.

## Улицы
Базарная, Бамовский переулок, Больничная, Вокзальная, Заводской проезд, Кольцевая, Комсомольская, Лесной переулок, Моховая, Поселковая, Промышленный проезд, Связи, Торфяников, Школьная, Южный переулок.